# La Nocturna
La nocturna é uma telenovela colombiana produzida e exibida pelo Caracol TV entre 24 de maio de 2017 e 4 de maio de 2020. Em Portugal, é exibida pela RTP2 desde 22 de janeiro de 2021.

## Enredo
A telenovela conta a história de oito estudantes do primeiro ano de administração de empresas que acabaram de entrar em "Graham", uma faculdade discreta de carreiras técnicas.
Amelia, mãe e esposa, Muriel, ex-secretária e examinadora, Luis Herney, ex-condenado, Germán, um menino camponesa recentemente chegado, Faber e Ingrid, dois tolimes que sonham em criar seu próprio restaurante e Doña Pilar, uma mulher De quase 70 anos; Encontrará todas as noites em uma sala de aula com a convicção de que nunca é tarde demais para começar de novo.

## Elenco

### Elenco principal
- Jorge Enrique Abello — Mario Quiñones Purcell
- Marcela Carvajal — Esther Chevallier Brandt
- Consuelo Luzardo — Doña Pilar Quezada Vda. de Linares
- Carolina Acevedo — Amelia Ruiz
- Jimena Durán — Muriel Cáceres
- Yuri Vargas — Ingrid Acevedo
- Jimmy Vásquez — Faber Salazar
- Ernesto Ballén — Germán Jiménez Morales
- José Daniel Cristancho — Luis Herney Buitrago
- Manuel Prieto — Alejandro Dangond
- Carlos Manuel Vesga — José Hernando Osorio
- Viviana Santos — Victoria "Vicky"
- Luis Mesa — Octavio Salgar
- Sebastián Vega — Kike
- Carlos Andrés Ramírez — Angel Osorio Ruiz

### Elenco de apoio
- Antonio Gil Martínez — Ingeniero Ernesto Martínez
- Liliana González — Luz Dary
- Martha Restrepo — Zulma
- Ricardo Vesga — Raúl Horacio Amaya
- Ana Soler — Leticia Casas de Martínez
- Carmenza Cossio — Patricia
- Carlos Andrés Ramírez — Ángel Osorio Ruiz
- Jorge Herrera — Don Pacho
- Fernando Arévalo — Don Tulio
- Vilma Vera — Doña Vilma de Osorio
- Mario Ruiz — Alirio Jiménez
- Marcela Valencia — Julia Ernestina Morales de Jiménez
- Biassini Segura — Ricardo
- Martha Liliana Calderón — Doña Piedad (mãe de Vicky)